# Kopa-trofee
De Kopa-trofee (Engels: Kopa Trophy, Frans: Trophée Kopa) is een trofee uitgereikt door France Football die wordt uitgereikt aan de beste speler wereldwijd onder de 21 jaar tijdens een gezamenlijke ceremonie met de Ballon d'Or. Lamine Yamal is huidig trofeehouder. 
De trofee is vernoemd naar de overleden Franse voetballer Raymond Kopa, winnaar van de Ballon d'Or in 1958. De winnaar wordt gekozen door een jury bestaande uit alle voormalige Ballon d'Or-winnaars. 

## Winnaars

### Overzicht van de winnaars
| Jaar | Plek                                | Speler                              | Club                                | Punten                              |
| ---- | ----------------------------------- | ----------------------------------- | ----------------------------------- | ----------------------------------- |
| 2018 | 1ste                                | Kylian Mbappé                       | Paris Saint-Germain                 | 110                                 |
| 2018 | 2de                                 | Christian Pulisic                   | Borussia Dortmund                   | 31                                  |
| 2018 | 3de                                 | Justin Kluivert                     | AS Roma                             | 18                                  |
|      |                                     |                                     |                                     |                                     |
| 2019 | 1ste                                | Matthijs de Ligt                    | Juventus                            | 58                                  |
| 2019 | 2de                                 | Jadon Sancho                        | Borussia Dortmund                   | 49                                  |
| 2019 | 3de                                 | João Félix                          | Atlético Madrid                     | 41                                  |
|      |                                     |                                     |                                     |                                     |
| 2020 | Niet uitgereikt door Coronapandemie | Niet uitgereikt door Coronapandemie | Niet uitgereikt door Coronapandemie | Niet uitgereikt door Coronapandemie |
|      |                                     |                                     |                                     |                                     |
| 2021 | 1ste                                | Pedri                               | FC Barcelona                        | 89                                  |
| 2021 | 2de                                 | Jude Bellingham                     | Borussia Dortmund                   | 39                                  |
| 2021 | 3de                                 | Jamal Musiala                       | Bayern München                      | 38                                  |
|      |                                     |                                     |                                     |                                     |
| 2022 | 1st                                 | Gavi                                | FC Barcelona                        | 59                                  |
| 2022 | 2de                                 | Eduardo Camavinga                   | Real Madrid                         | 51                                  |
| 2022 | 3de                                 | Jamal Musiala                       | Bayern München                      | 47                                  |
|      |                                     |                                     |                                     |                                     |
| 2023 | 1ste                                | Jude Bellingham                     | Real Madrid                         | 90                                  |
| 2023 | 2de                                 | Jamal Musiala                       | Bayern München                      | 42                                  |
| 2023 | 3de                                 | Pedri                               | FC Barcelona                        | 33                                  |
|      |                                     |                                     |                                     |                                     |
| 2024 | 1ste                                | Lamine Yamal                        | FC Barcelona                        | 113                                 |
| 2024 | 2de                                 | Arda Güler                          | Real Madrid                         | 26                                  |
| 2024 | 3de                                 | Kobbie Mainoo                       | Manchester United                   | 20                                  |

### Ranglijst winnaars naar club
| Club                | Aantal |
| ------------------- | ------ |
| FC Barcelona        | 3      |
| Real Madrid         | 1      |
| Juventus            | 1      |
| Paris Saint-Germain | 1      |